# Waldheimia nivea
Waldheimia nivea là một loài thực vật có hoa trong họ Cúc. Loài này được (Hook.f. & Thomson ex C.B.Clarke) Regel miêu tả khoa học đầu tiên năm 1879.